# Glumce, Burgas
Glumce (în bulgară Глумче) este un sat în comuna Karnobat, regiunea Burgas,  Bulgaria. 

## Demografie
Componența etnică a satului Glumce
     Romi (25,53%)
     Bulgari (73,4%)
     Nicio identificare (1,06%)
     Altele (0%)
La recensământul din 2011, populația satului Glumce era de 94 locuitori. Din punct de vedere etnic, majoritatea locuitorilor (73,4%) erau bulgari, cu o minoritate de romi (25,53%). Pentru 1,06% din locuitori nu este cunoscută apartenența etnică.